# 柴田匡平
柴田 匡平（しばた きょうへい、1955年 - ）は、日本の経営学者、信州大学名誉教授。信州大学経済学部教授を長く務め、専門分野は、経営政策、航空会社経営であるが、もともとの専攻は人文地理学であり、その方面の論文もあるほか、英語やフランス語の地理学書の翻訳に取り組むなど、地理学者としての一面ももっている。

## 経歴
秋田県生まれ。
1979年に東京大学教養学部教養学科を卒業した後、川崎重工業の海外プラント建設工事に従事した。
1980年10月からロンドン・スクール・オブ・エコノミクス大学院国際関係論研究生となっていたが、1981年3月に東京大学教養学部助手となった。
1984年3月、信州大学経済学部講師となり、1985年7月に助教授、1997年1月に教授へと昇任した。
この間、1993年にはポートランド州立大学客員教授、1996年には同じく夏期講座講師を務めた。
2003年からは、信州大学大学院経済・社会政策科学研究科 イノベーション・マネジメント専攻教授となっている。
2005年6月には、法科大学院の設置申請をめぐる不祥事の責任をとって学部長を退任した又坂常人に代わって、経済学部長となり、2007年5月までの任期を務めた。
2021年、信州大学を定年退職し、名誉教授の称号を贈られた。

## おもな著書

### 単著
- プラント輸出における管理問題と技術移転 : K社のACO2プロジェクトをケースに、国際協力推進協会、1984年
- ブリティッシュ・エアウェイズの経営 : 民営化・国際展開とアエロポリティクス1981-2010、中央書院、2011年

### 翻訳書
- ハーバート・ファイス著：帝国主義外交と国際金融：1870-1914、筑摩書房、1992年
- 図説大百科 世界の地理 16  北アフリカ、朝倉書店、1997年
- ポール・クラーク (Paul Clerk) 著：買うべき旅客機とは? : 航空会社の機材計画のすべて、イカロス出版、2013年
- エリゼ・ルクリュ著：ルクリュの19世紀世界地理 、古今書院、2015年 - 
  - 第1期セレクション（全5巻）
    - １ 東アジア、2015年
    - ２ 北アフリカ第二部、2016年
    - ３ アメリカ合衆国、2016年
    - ４ インドおよびインドシナ、2017年
    - ５ 南ヨーロッパ、2018年

  - 第2期セレクション（全5巻）
    - 1 北アフリカ第一部、2019年